# Aktomiozin
Aktomiozin je aktinsko-miozinski kompleks koji se formira unutar citoskeleta. Aktomiozin je sam po sebi kontraktilni protein, s tim da se motorni protein miozina mogu povući na aktinske filamente. Ovo svojstvo omogućavaju kontraktilnost vlaknima koja je osnova funkcija skeletnih mišića, pa čak i u nemišićnim ćelijama, jer omogućava pokretljivost ćelija i stvaranje sile na subćelijskom nivou.

## Aktin
Aktin (filamentozni ili F-aktin) je polimer građen od dva proteinska lanca, koja se spiralno uvijaju jedan oko drugog. Ti lanci su izgrađeni od monomera (globularnog ili G-aktina), a na svakom monomeru se nalazi po jedno aktivno mesto za vezivanje miozina, što je značajno za proces mišićne kontrakcije. F-aktin čini okosnicu tankog filamenta.
Aktini čine filamentsku mrežu, kako unutar filopodija tako i kod lamelipodijaa. Oni su veoma dinamične strukture, čija karakteristika se najbolje uoćavaju u retrogradnom pokretu koji je svojstven mehanizmu stvaranja niti. Uz to kretanje, niza ćelijskih procesa poput filopodijalnog uvlačenja i lamelipodijalnih/lamelalnih kontrakcija oslanja se na kretanje unazad cele mreže niti ili velikih snopova filamenata.
Kako retrogradno pomeranje ili „hodanje” pomoću aktina može imati malu ulogu u pomaganju tim procesima, neophodni su dodatni faktori.

## Miozin
Jedna klasa proteina koja je umešana u translokaciju F-aktina je porodica proteina je miozin, koga čine polimerizovani proteinski molekuli koji učestvuju u izgradnji miofibrila. Imaju dijametar 15 nm i dužinu oko 1,6 µm. Sastoje se od 200—300 molekula miozina.
Miozin čine dva teška i četiri laka polipeptidna lanca. Teški lanci se spiralno uvijaju i formiraju dvostruki heliks. Međutim, na jednom kraju, oni se nabiraju i grade tzv. miozinske glave, a u njihov sastav ulaze i laki lanci (po dva za svaku glavicu).
Ostaje nejasno koji izoformi doprinose ovom procesu u specifičnim situacijama i u kojoj meri. Svaki član porodice miozina poseduje jedinstvena strukturna i funkcionalna svojstva, poput veličine koraka, koja određuje njihovu sposobnost da se uključe u translokaciju F-aktina. Utvrđeno je da su miozini veoma potrebni za ovaj proces da bi se olakšala filopodijska retrakcija.

## Miozin II
Miozin II, posebno je povezan je s povlačenjem F-aktina u nekoliko tipova ćelija, uključujući neurone, fibroblaste, i keratocite, s posebnim naglaskom na njegovu ulogu u lameli i lamelipodiji. U početku se verovalo da miozin II utiče nana dinamiku i pokretljivost F-aktina unutar lamele, jer nije primiećen na vodećoj ivici, ali je nedavno primiećen unutar lamelipodije kao izbočina koja dostiže svoj vrhunac, neposredno pre povlačenja. Ovo istraživanje smatraju da je miozin II odgovoran za nastanak i retrogradno kretanje aktinskih lukova - snopova koji se formiraju paralelno s vodećom ivicom i eventualno dodiruju više žarišnih adhezija. Ovaj pokret nastaje na lamelipidijumu i kreće se natrag u lameli, proizvodeći jedinstvenu kontinuirano tekuću aktinsku mrežu u obliku lukova. Shodno tome, predloženo je da se brzina retrogradnog kretanja smanji kada su lučni kontaktni žarišni spojevi u blizini i unutar lamele.

## Spoljašnje veze
- What is Actomyosin? - National University of Singapore (језик: енглески)

|  | Molimo Vas, obratite pažnju na važno upozorenje u vezi sa temama iz oblasti medicine (zdravlja). |